# Incidente ferroviario di Tronzano Vercellese
L'incidente ferroviario di Tronzano Vercellese  fu un violento urto del treno diretto n. 182 da Milano per Torino, contro il terminale di un binario tronco della stazione di Tronzano, sulla ferrovia Milano-Torino a causa di un errato instradamento.

## Dinamica dei fatti
Poco prima delle ore 16:00 del 7 novembre 1945 un treno merci che era giunto nella stazione di Tronzano Vercellese venne fatto retrocedere in un binario tronco per liberare il binario di corsa allo scopo di cedere il passo al treno diretto n. 195 proveniente dalla stazione di Torino Porta Nuova dalla quale era partito alle ore 15:00. Effettuata la precedenza il capostazione ordinò al deviatore di disporre lo scambio nuovamente per l'uscita del treno merci dal binario tronco in cui era ricoverato per il suo riposizionamento in stazione. Il treno merci uscì dal binario tronco e si dispose a partire. Dopo le operazioni di rito il treno partì per raggiungere la stazione di Santhià. Lo scambio però venne dimenticato nella posizione di deviata; non fu ridisposto per il corretto tracciato.
Alle ore 18:13 era previsto il transito del treno viaggiatori diretto n. 182 proveniente da Milano e diretto a Torino, che non aveva fermata a Tronzano, ma nessuno si ricordò del fatto che il deviatoio era rimasto in posizione rovescia. Il treno affrontò a velocità di marcia lo scambio di punta immettendosi tra scossoni e ondeggiamenti nel binario tronco fino a sbattere contro il paraurti e deragliare. La prima vettura, un carro merci adattato al trasporto di persone si sfasciò contro la locomotiva; le altre carrozze riportarono danni più o meno gravi. I soccorsi furono lenti e difficili anche a causa dell'oscurità e della mancanza di attrezzature. Il capostazione si rese irreperibile.

## Le vittime
Nell'incidente persero la vita Gaftmann Brechle, militare inglese; la signora Maria Ghiazza; Ponzio Antonio, artigliere del 35º Reggimento; Augusto Severo, sindacalista e Lorenzo Melano, ambedue da Torino.
I feriti ospedalizzati o medicati furono 22; il ferito più grave con prognosi di 180 giorni fu l'ispettore delle ferrovie Domenico Ghiazza la cui moglie Maria perse invece la vita: venne ricoverato all'ospedale di Vercelli. Il macchinista Dario Merlo, con prognosi di 60 giorni fu ricoverato all'ospedale di Santhià. Due soldati inglesi ne ebbero per circa un mese. Altri undici feriti, tutti ferrovieri in servizio o in viaggio, meno gravi furono medicati e rilasciati. Tra i viaggiatori feriti ebbe una prognosi di 45 giorni il signor Basso Francesco, mentre Ettore Vittorni, Stefano Macchi, Giovanna Urio, Natale Pellerino, e le sorelle Anota ed Elda Delfanti riportarono ferite guaribili tra 5 e 10 giorni.

## L'inchiesta
L'inchiesta venne condotta dai funzionari del Compartimento di Torino delle Ferrovie dello Stato e appurò la grave leggerezza del sotto-capostazione Giovanni Greggio e del deviatore Domenico Pezzano: quest'ultimo non aveva disposto fisicamente il deviatoio per la posizione di corretto tracciato e aveva consegnato la chiave del fermascambio di sicurezza al capostazione il quale non aveva però eseguito il controllo della regolarità dell'operazione del suo sottoposto pur avendo avuto poco meno di due ore per farlo.